# غريغ لويس (عداء سريع)
غريغ لويس (بالإنجليزية: Greg Lewis)‏ هو عداء سريع أسترالي، ولد في 16 يناير 1946 في فيكتوريا في أستراليا.

## وصلات خارجية
- غريغ لويس على موقع النتائج التاريخية لألعاب القوى الأسترالية (الإنجليزية)
- غريغ لويس على موقع أوليمبيديا (الإنجليزية)
- غريغ لويس على موقع اللجنة الأولمبية الأسترالية (الإنجليزية)
- غريغ لويس على موقع اتحاد ألعاب الكومنولث (مؤرشف) (الإنجليزية)